# Breitflügelige Erdeule
Die Breitflügelige Erdeule (Agrotis bigramma, Syn.: Agrotis crassa), auch Weißgestreifte Erdeule genannt, ist ein Schmetterling (Nachtfalter) aus der Familie der Eulenfalter (Noctuidae).

## Merkmale

### Falter
Die Falter erreichen eine Flügelspannweite von 38 bis 50 Millimetern, wobei sich die große Bandbreite in der Spannweite dadurch erklärt, dass die weiblichen Exemplare wesentlich größer als die männlichen sind. Die Vorderflügel haben eine vergleichsweise breite Form und sind graubraun oder hellbraun gefärbt. Zapfen-, Ring- und Nierenmakel sind überwiegend dunkel und sehr deutlich ausgeprägt. Quer- und Wellenlinien sind hingegen oftmals nur undeutlich ausgebildet. Die Hinterflügel der Männchen sind zeichnungslos und schneeweiß gefärbt, diejenigen der Weibchen zeigen eine graue Saumbinde. Bei den männlichen Faltern fallen die bis zur Spitze gezähnten Fühler auf, die bei den Weibchen dagegen fadenförmig sind.

### Ei, Raupe, Puppe
Das gelblichbraune Ei hat eine abgeflachte Form ohne Rippen. Es ist mit einem dunkel gefärbten Ring versehen.
Ausgewachsene Raupen haben eine glänzende schwärzliche oder dunkelbraune Farbe. Sie wirken plump und dick. Rücken- und Seitenlinien sind hell, aber undeutlich. An den Punktwarzen befinden sich dünne graue Borsten.
Die gedrungene, hell rotbraune Puppe ist durch zwei kurze Dornen am ausgehöhlten Kremaster gekennzeichnet.

### Ähnliche Arten
Eine große Ähnlichkeit besteht zu Agrotis lata, die jedoch etwas kleinere Falter hervorbringt. Die Fühler der Männchen sind stärker gezähnt bis zur Spitze, bei A. bigramma sind sie weniger stark gezähnt und die Zähnelung endet vor der Spitze. Die Segmente der fadenförmigen Fühler der Weibchen sind am Apex bei A. lata ungefähr zweimal so lang wie breit, bei A. bigramma sind sie dagegen nur viel kürzer. Bei A. lata zeigt die Oberseite der Hinterflügel der Weibchen meist eine weiße Äderung. Bei A. lata sind die Keilflecke auf der Vorderflügeloberseite oft länger und sind deutlicher entwickelt, und der Diskalfleck auf der Hinterflügelunterseite ist meist stärker gezeichnet.

## Geographische Verbreitung und Lebensraum
Bei der Breitflügeligen Erdeule handelt es sich um eine überwiegend südliche Art, die im gesamten Mittelmeerraum einschließlich der nordafrikanischen Küstenländer vorkommt. In Mitteleuropa verläuft die Nordgrenze des Verbreitungsgebiets über Nordfrankreich, Norddeutschland, das südliche Baltikum und quer durch Russland bis zum Ural und Westsibirien (etwa bis 82° östl. Länge) anzutreffen. Außerdem ist sie in Vorderasien bis nach Afghanistan verbreitet.
Die Art bewohnt vorzugsweise offene Gebiete, Äcker, Weiden und Brachen mit eher spärlicher Vegetation an krautigen Pflanzen und Büschen.

## Lebensweise
Die nachtaktiven Falter fliegen hauptsächlich von Juli bis September in einer Generation im Jahr. Sie besuchen künstliche Lichtquellen sowie den Köder, gerne auch die Blüten der Kanadischen Goldrute (Solidago canadensis) oder des Rainfarns (Tanacetum vulgare).  Die Raupen sind ab September zu finden. Sie ernähren sich überwiegend von den Wurzeln von Süßgräsern (Poaceae), überwintern und verpuppen sich im Juni des folgenden Jahres in einer Erdhöhle. Nach Fibiger traten die Raupen auch schon als Schädlinge in Weinbergen auf.

## Gefährdung
Die Breitflügelige Erdeule kommt in Deutschland in unterschiedlicher Anzahl vor, ist gebietsweise selten und wird auf der Roten Liste gefährdeter Arten auf der Vorwarnliste geführt.

## Systematik
Die Art war bis vor kurzem unter dem wissenschaftlichen Namen Agrotis crassa (Hübner, 1803) bekannt. Nach der Untersuchung der Typen der von Eugen Johann Christoph Esper 1790 beschriebenen Arten, stellte sich heraus, dass dieser Name ein jüngeres Synonym von Phalaena Noctua bigramma Esper, 1790 ist. Der derzeit gültige Name ist daher Agrotis bigramma (Esper, 1790).